# Radasłaŭ Astroŭski
Radasłaŭ Kazimiravič Astroŭski (em bielorrusso: Радаслаў Казіміравіч Астроўскі; em polonês/polaco: Radosław Ostrowski; em russo: Радослав Казимирович Островский; Zapolle, 25 de outubro de 1887 – Benton Harbor, 17 de outubro de 1976) foi um político colaboracionista bielorrusso da Alemanha Nazista que serviu como presidente do Conselho Central da Bielorrússia, uma administração fantoche da Bielorrússia sob hegemonia alemã de 1943 a 1945, e no exílio de 1948 a 1976.

## Biografia

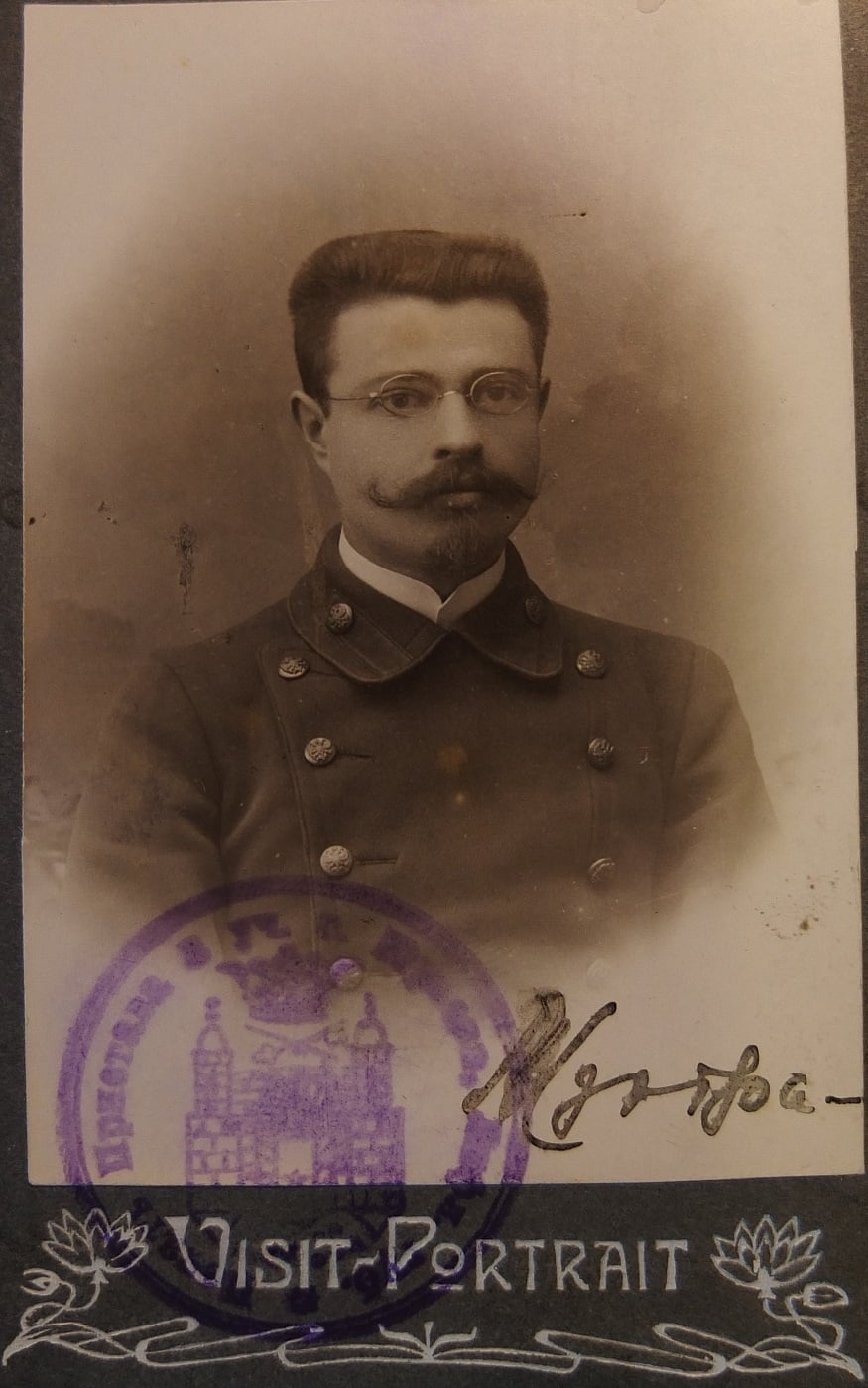
Radasłaŭ Astroŭski (1913)

Radasłaŭ Astroŭski nasceu em 25 de outubro de 1887 na cidade de Zapolle, Gubernia de Minsk, Império Russo. Ele estudou no ginásio de Slutsk, mas foi expulso por participar da Revolução Russa de 1905-1907. Em 1908, ele foi aceito na faculdade de matemática da Universidade de São Petersburgo. Em 1911, ele foi preso por participar de revoltas revolucionárias e ficou preso em São Petersburgo e Pskov. Após sua libertação em 1912, ele retornou à universidade e mais tarde foi transferido para a Universidade de Tartu, onde se formou em física e matemática. 
Depois da universidade, Astroŭski trabalhou como professor em Częstochowa, Polônia e em Minsk. De 1915 a 1917, ele lecionou no Instituto de Ensino de Minsk. Após a Revolução de Fevereiro, ele se tornou o comissário do Governo Provisório Russo no paviet de Slutsk. Em setembro do mesmo ano, ele fundou o  Ginásio Bielorrusso de Slutsk e se tornou seu diretor. 
Astroŭski se opôs à Revolução de Outubro. Ele foi delegado ao Primeiro Congresso Bielorrusso de dezembro de 1917 e publicou artigos nos quais apoiava a ideia da independência da Bielorrússia. Em 1918, Astroŭski foi Ministro da Educação no governo da República Democrática da Bielorrússia sob o comando do primeiro-ministro Raman Skirmunt.  Ele também participou da revolta de Slutsk em 1920 contra o Exército Vermelho. 

## Carreira política na Bielorrússia Ocidental
Em 1921, ele se mudou para a Bielorrússia Ocidental, na Segunda República Polonesa. Ele serviu como diretor do Ginásio Bielorrusso de Vilnia de 1924 a 1936.  Na segunda metade da década de 1920, ele mudou radicalmente suas visões políticas. Em 1924, ele iniciou a criação de uma Sociedade Polonesa-Bielorrussa que apoiava o governo polonês. Após o colapso da Sociedade, Astroŭski cooperou com o Partido Comunista Bielorrusso (dos Bolcheviques) e com o Partido Comunista da Bielorrússia Ocidental, e administrou a célula ilegal do komsomol em seu ginásio.
Em 1925 e 1926, foi vice-presidente do Sindicato dos Camponeses e Trabalhadores da Bielorrússia,  presidente da Sociedade Escolar da Bielorrússia e diretor do Banco de Cooperação da Bielorrússia em Wilno, usado para transferir finanças para o BPWU.  Em 1926, Astroŭski se filiou ao Partido Comunista da Bielorrússia Ocidental e foi preso pela polícia polonesa. Entretanto, durante o julgamento contra Hramada, ele foi considerado inocente.
A partir de 1928, ele mudou novamente sua orientação política e começou a pedir cooperação com autoridades polonesas. Por isso ele foi condenado por muitos líderes do movimento nacional da Bielorrússia Ocidental. Em meados da década de 1930, ele publicou vários trabalhos em calendários bielorrussos e no jornal "Rodny Kraj", sob o pseudônimo "Era". Em 1936 ele teve que deixar Wilno e se mudou para Łódź.

## Colaborador nazista

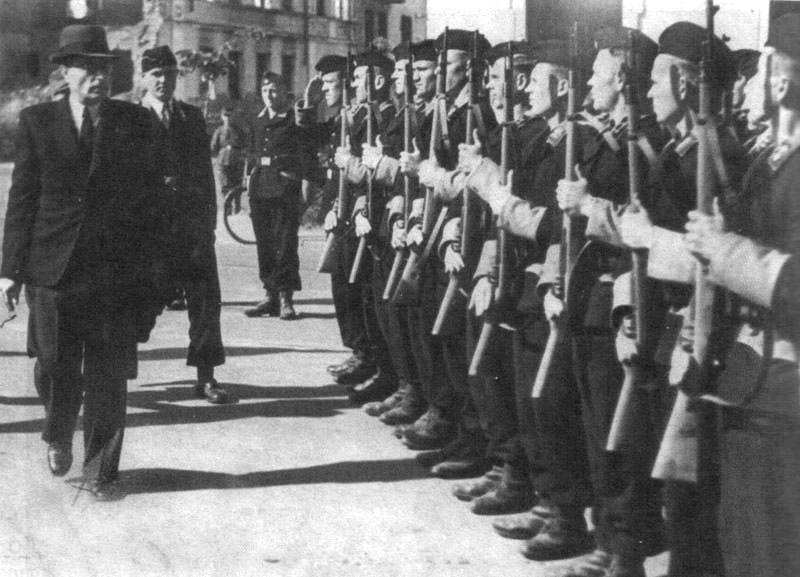
Radasłaŭ Astroŭski inspeciona a Polícia Auxiliar da Bielorrússia

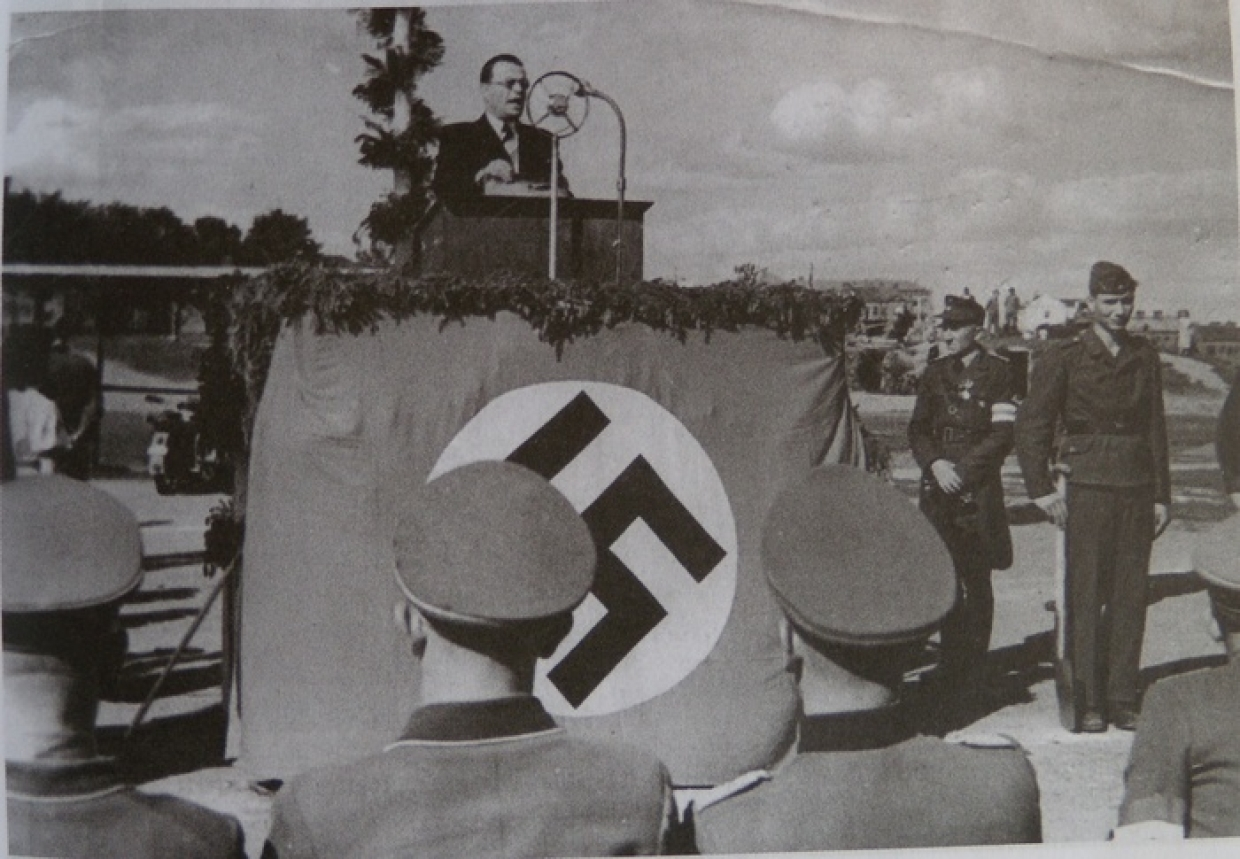
Astroŭski discursa em um comício em Minsk

Durante a ocupação alemã da Bielorrússia, Astroŭski cooperou ativamente com autoridades nazistas. Em 1941, mudou-se para Minsk e trabalhou na administração civil. Ele também criou administrações bielorrussas em Bryansk, Smolensk e Mahilyow e passou algum tempo como Bürgermeister em todas essas cidades. 
Em 1943, Radasłaŭ Astroŭski tornou-se presidente da Rada Central Bielorrussa, um governo nacional muito limitado, que os nazistas (que começaram a perder na frente oriental) permitiram que fosse criado para ganhar alguma simpatia da população bielorrussa e, portanto, poder usá-la contra o exército soviético. Embora a Rada não tivesse muito poder real, ela tinha permissão para administrar certas questões civis. 
Astroŭski foi um dos principais organizadores do  Segundo Congresso de Toda a Bielorrússia em 1944. 
Astroŭski e os seus companheiros apoiaram a aniquilação dos judeus, mas tiveram um envolvimento relativamente mínimo na execução dos assassínios em massa. 

## Emigração
Após a guerra, Astroŭski fugiu dos soviéticos e foi parar na Alemanha Ocidental, onde viveu na Volksgartenstraße em Langenfeld, Renânia.  Em 1956, ele se mudou para os Estados Unidos e morou em South River, Nova Jersey, vindo da Argentina. Ele participou ativamente do ativismo nacional bielorrusso no exterior e foi o principal ideólogo do Conselho Central da Bielorrússia como o governo legítimo da Bielorrússia no exílio, não admitindo, portanto, tal status para o principal Conselho da República Popular da Bielorrússia. Astroŭski tornou-se membro do comité central do Bloco Antibolchevique de Nações. 
Astroŭski morreu em 17 de outubro de 1976 em Benton Harbor, Michigan.  Ele está enterrado no Cemitério da Igreja Ortodoxa de Santa Eufrósnia da Bielorrússia, em South River, Nova Jersey.